# Side Effects (песня The Chainsmokers)
Side Effects — песня американского музыкального продюсерского дуэта The Chainsmokers с приглашенным вокалом американской певицы Эмили Уоррен. Написанный Эндрю Таггарт Уорреном, Тони Энн, Кори Сандерс и Слаем, продюсированием занимались The Chainsmokers и Sly, он был выпущен Disruptor Records и Columbia Records 27 июля 2018 года как пятый сингл со второго студийного альбома The Chainsmokers — Sick Boy.

## Предпосылки и выпуск
Дуэт впервые представил новую музыку 6 июля 2018 года, написав в Twitter: Приближается время для новой музыки. Они показали части официальной обложки 19 и 20 июля и официально объявили о песне 23 июля. 25 июля Tanya Rad из KIIS-FM взяла интервью у дуэта о сингле, находясь за кулисами Голливудского Палладиума, они рассказали, для кого они сыграли эту песню в первую очередь и почему выбрали эту песню в качестве своего следующего сингла. За день до выхода сингла, они опубликовали короткий аудио-тизер. Мы чувствовали, что пришло время для летнего джема, коренящегося в звуке, который мы создали, когда впервые начали делать записи — говорится в пресс-релизе The Chainsmokers. Наша музыка — это всегда текущее отражение того, что мы чувствуем, что вдохновляет и кто мы в данный конкретный момент.
В интервью Billboard дуэт был спрошен о дискотечной атмосфере «Side Effects», которая отличается от других их релизов в 2018 году. Эндрю Таггарт из The Chainsmokers сказал: Это определённо фанк. Мы чувствовали, что наша музыка была похожа на гораздо более медленное, более мягкое место. А сейчас лето, и мы чувствуем, что действительно хотим сделать оптимистичный летний альбом — и вот что мы придумали. Мы также сделали «Sick Boy» и «You Owe Me» зимой, и это было тёмное время, и мы имели дело с кучей личных вещей. Говоря о вдохновении, лежащем в основе текстов песен, он сказал, что, несмотря на их любовь к написанию о тысячелетних отношениях, они также пишут о том, что наблюдают, и пишут о том, что часто принимают плохие решения, но также отчасти импульсивны в их принятии, а также живут в данный момент, поскольку они находят красоту в этих маленьких моментах, что было продемонстрировано в этой песне. В песне фигурирует Эмили Уоррен, которую Алекс Полл назвал «одним из любимых человеческих существ», давняя сотрудница дуэта. «Когда вы чувствуете себя комфортно с кем-то, и он хорошо Вас знает, очень легко создавать музыку, которая вам нравится и которая Вас волнует. Это действительно захватывающе, что она фигурирует на этой пластинке, и, надеюсь, мир любит её, потому что я думаю, что пришло время, чтобы они все узнали, кто такая Эмили Уоррен» — объяснил Полл.

## Композиция
«Side Effects» — это оптимистичная, диско-окрашенная фанк-хаус и хаус-поп песня. Она имеет хлопающую басовую линию и мягкую ведущую мелодию на фортепиано и барабанах, напоминающую Бруно Марса, и видит, что дуэт берет более клубный звук, чем недавние танцевальные поп-хиты, а не полагается на поп-идеальный минимализм прошлых разгромов. Он был описан как смехотворно запоминающийся летний гимн. Лирически эта песня о самоуничижительной мантре, с текстами, описывающими бодрствование в 4 часа утра, когда все закрыто и некуда идти.

## Музыкальное видео
Релиз песни сопровождался лирическим клипом, но дуэт пообещал, что скоро выйдет официальное музыкальное видео с камео «узнаваемой актрисы». Музыкальное видео, в котором мы только что сняли нашу часть — они снимают ещё одну часть в Майами — в нём есть действительно удивительная ведущая актриса-сюрприз", — заявили они в эфире с Райаном Сикрестом, показывая, что она сейчас на очень популярном шоу. Музыкальное видео, снятое режиссёром Мэтью Диллоном Коэном и снятое в отеле Shore Club South Beach в Майами, было выпущено 21 августа 2018 года. В нём снимается американская актриса Камила Мендес, более известная по роли Вероники Лодж в телесериале «Ривердейл». Видео начинается с того, что персонаж Мендеса, Райли, служащая отеля, получает известие о том, что она должна работать в течение всего уик-энда. Недовольно, она решает извлечь максимум пользы из своей неудачной ситуации, снимая униформу горничной и устраивая сольную вечеринку у бассейна, танцуя вокруг отеля в свою ночную смену. Затем она сталкивается с охранником, который отказывается быть тронутым её танцевальными движениями. Затем видео переключается на показ различных событий, происходящих в разных номерах отеля, со сценами с камеями Полла и Таггарта. Ближе к концу Райли прыгает в бассейн, сопровождаемый воздушными шарами и фейерверками. Мендес написала в Instagram вместе с тизерным изображением перед выпуском визуального ролика: Похоже, танцы в музыкальных клипах других людей стали одним из моих любимых развлечений.

## Живые выступления
28 июля 2018 года The Chainsmokers дебютировали вживую с песней «Side Effects» на своём шоу в Атлантик-Сити вместе с Уорреном.

## Список синглов
| Заголовок       | Заголовок       | Длина (Время) | Длина (Время) |
| --------------- | --------------- | ------------- | ------------- |
| 1. Side Effects | 1. Side Effects | 2:53          | 2:53          |

| Заголовок                              | Длина (Время) |
| -------------------------------------- | ------------- |
| 1. Side Effects (Fedde Le Grand Remix) | 2:52          |
| 2. Side Effects (The Magician Remix)   | 4:15          |
| 3. Side Effects (Nolan Van Lith Remix  | 3:04          |
| 4. Side Effects (Barkley Remix)        | 2:27          |
| 5. Side Effects (Sly Remix)            | 2:56          |

## Персонал
Адаптация Tidai:
- The Chainsmokers — производство
- Sly — производство
- Джордан Стилвелл — микс инжиниринг
- Крис Герингер — инженерия

## Графики
| График (2018)                         | Позиция |
| ------------------------------------- | ------- |
| Аргентина Англо (Monitor Lаtino)      | 19      |
| Австралия (ARIA)                      | 61      |
| Бельгия (UltraTOP)                    | 44      |
| Бельгийский танец (UltraTOP)          | 3       |
| Бельгия (UltraTOP)                    | 5       |
| Бельгийский танец (UltraTOP)          | 10      |
| Канада (Canadian Hot 100)             | 39      |
| Колумбия (National-Report)            | 100     |
| Хорватия (HRT)                        | 7       |
| Чешская Республика (Radio Top 100)    | 31      |
| Нидерланды (Dutch Top 40)             | 14      |
| Нидерланды (Single Top 100)           | 67      |
| Польша (Polish Airplay Top 100)       | 9       |
| Португалия (AFP)                      | 94      |
| Румыния (Airplay 100)                 | 72      |
| Шотландия (ОСС)                       | 40      |
| Словакия (Radio Top 100)              | 96      |
| Словакия (Singler Digital Top 100)    | 23      |
| Словения (SloTop50)                   | 26      |
| Швеция (Sverigetopplistan)            | 100     |
| Швейцария (Schweizer Hitparade)       | 92      |
| Великобритания (ОСС)                  | 50      |
| США (Hot 100)                         | 66      |
| США (Top 40 Adult)                    | 33      |
| США (Афиша песен танцевальных клубов) | 36      |
| США (Billboard Hot Dance)             | 7       |
| США (Mainstream Top 40)               | 13      |

| График (2018)                                          | Позиция | Позиция |
| ------------------------------------------------------ | ------- | ------- |
| Нидерланды (Dutch Top 40)                              | 96      | 96      |
| Горячие танцевальные/электронные песни США (Billboard) | 21      | 21      |

| График (2019)    | График (2019)    | Позиция | Позиция |
| ---------------- | ---------------- | ------- | ------- |
| Португалия (AFP) | Португалия (AFP) | 1727    | 1727    |

## Сертификаты
| Регион                | Сертификация | Сертифицированные подразделения/продажи |
| --------------------- | ------------ | --------------------------------------- |
| Австралия (ARIA)      | Золото       | 500 000                                 |
| Канада (Music Canada) | Золото       | 40 000                                  |
| Польша (ZPAV)         | Платина      | 35 000                                  |
| CША (RIAA)            | Золото       | 20 000                                  |